# Дуи, Ивон
Ивон Дуи (16 мая 1935, Лез-Андели — 29 января 2021, Ницца) — французский футболист, нападающий.

## Карьера

### Клубная
В возрасте 18 лет дебютировал за «Лилль», в первый же сезон отыграл 25 игр и забил 8 мячей, став чемпионом Франции. На следующий год Иво стал обладателем Кубка Франции, сделав дубль в финале в ворота «Бордо». Однако уже в сезоне 1955/56 «Лилль» вылетел из Лиги 1, а Дуи вынужден был проходить службу в армии, выиграв Чемпионат мира среди вооруженных сил. На следующий год «Лилль» возвратился в высшую лигу, а Дуи забил 11 мячей в 15 матчах.
По итогам сезона 1958/59 «Лилль» снова покидает Лигу 1, а Дуи переходит в «Гавр», в составе которого за два года провел 71 матч, забил 28 мячей.
В 1961 году Дуи присоединился к «Монако». В сезоне 1962/63 «монегаски» сделал дубль, выиграв чемпионат и кубок Франции, а Иво по итогам сезона был назван футболистом года во Франции.
В 1967 году в возрасте 32 лет Иво перешёл в выступавший в Лиге 2 «Канн». После трех сезонов в «Канне» Дуи завершил карьеру.

### Карьера в сборной
С 1957 по 1965 Ивон сыграл 20 матчей и забил 4 мяча в национальной сборной. Был в составе сборной Франции, занявшей третье место на Чемпионате мира 1958 и четвёртое место на Чемпионате Европы 1960.
Последние три года жизни (после смерти жены) провёл в доме престарелых в Ницце, где в мае 2020 года отпраздновал своё 85-летие. Тогда же дал последнее в своей жизни интервью для Nice-Matin, в котором грустно пошутил: «В таких местах [речь о доме престарелых] 80% - женщины. Так что не буду им говорить, что играл против Пеле».
Скончался на 86 году жизни 29 января 2021 года от последствий заражения коронавирусной инфекцией.

## Достижения

### Командные
«Лилль»
- Чемпион Франции: 1954
- Обладатель Кубка Франции: 1955

«Монако»
- Чемпион Франции: 1963
- Обладатель Кубка Франции: 1963

### Личные
- Футболист года во Франции: 1963